# Quảng Bị
Quảng Bị là một xã ngoại thành phía nam Thủ đô Hà Nội, Việt Nam. Đây nguyên là một xã thuộc huyện cũ Chương Mỹ. Ngày 16 tháng 6 năm 2025, Ủy ban Thường vụ Quốc hội ban hành Nghị quyết số 1656/NQ-UBTVQH15, trong đó sắp xếp toàn bộ diện tích tự nhiên, quy mô dân số của các xã Hoàng Diệu, Hợp Đồng, Quảng Bị, Tốt Động và phần còn lại của xã Lam Điền sau khi sắp xếp vào xã Bình Minh; để thành lập xã mới có tên gọi là xã Quảng Bị.

## Địa lý
Xã Quảng Bị hiện tiếp giáp với 6 đơn vị hành chính:
- Phía bắc giáp xã Phú Nghĩa và phường Chương Mỹ
- Phía nam giáp xã Phú Hòa và xã Thanh Oai
- Phía tây giáp xã Trần Phú
- Phía đông giáp xã Bình Minh.

## Các thôn, xóm
Xã Quảng Bị có các thôn, xóm: 
- Thôn 1: xóm Thượng; xóm Chợ; xóm Diếc; khu Chợ Trên; xóm Tam Tỉnh; xóm Chuối; xóm Rộp; xóm Thịnh Đa
- Thôn 2: xóm Ba Đình; xóm Cầu; xóm Xy, xóm Sổ; khu Chợ; khu Quán Bát; khu Công ty Cấp III; xóm Dinh; xóm Mới
- Thôn Liên Hợp: xóm Cầu; xóm Vực; xóm Trong; xóm Hồ; xóm Hàng Thôn
- Thôn 5: xóm Mã Sơn; xóm Mơ Ngoài; xóm Mơ Trong; xóm Trại.

## Lịch sử
Từ năm 1802 đến năm 1954, Quảng Bị là huyện lị của huyện Chương Mỹ. Đặc điểm này ảnh hưởng làm cho xã trở thành xã phát triển nhất của huyện, chỉ sau 2 thị trấn Chúc Sơn và Xuân Mai.